# Jessika Roswall
Jessika Elisabeth Andersdotter Roswall, tidigare Vilhelmsson, född 18 december 1972 i Helga Trefaldighets församling i Uppsala, är en svensk advokat och politiker (moderat). Hon är sedan den 1 december 2024 EU-kommissionär med ansvar för miljö, vattenresiliens och en konkurrenskraftig cirkulär ekonomi. Hon var Sveriges EU-minister och statsråd i Statsrådsberedningen i regeringen Kristersson 18 oktober 2022 – 10 september 2024.
Hon var riksdagsledamot från valet 2010 fram till 2024, invald för Uppsala läns valkrets.

## Biografi
Roswall är dotter till advokaten Anders Roswall, och hennes mor är lärare. Hon gick ut gymnasiet 1991. Hon studerade historia vid Stockholms universitet åren 1995–1997, och flyttade sedan till Uppsala för att studera juristprogrammet vid Uppsala universitet. Hon avlade juristexamen (LL.M.) 2002.
Efter examen började hon arbeta som biträdande jurist på advokatbyrån Wigert & Placht. Hon blev sedan advokat, specialiserad på brottmål och familjerätt. Samtidigt satt hon i kommunfullmäktige i Enköping.

### Riksdagsledamot
I valet 2010 valdes hon in i riksdagen för Moderaterna. Där var hon till en början ledamot i skatteutskottet. 2011–2017 var hon ledamot i civilutskottet där hon bland annat arbetade med konsumentpolitiska frågor. 2015–2017 var hon ledamot i Konsumentverkets insynsråd. 2017–2018 var hon ledamot i arbetsmarknadsutskottet och under några månader 2018–2019 i finansutskottet. Mellan februari och december 2019 var hon ledamot i trafikutskottet och Moderaternas trafikpolitiska talesperson. I december 2019 blev hon andre vice ordförande i EU-nämnden och Moderaternas EU-politiska talesperson. Under en kort period efter valet 2022 var hon nämndens ordförande.

### Statsråd
När regeringen Kristersson tillträdde den 18 oktober 2022 presenterades Roswall som EU-minister och statsråd i Statsrådsberedningen. Under det första halvåret 2023 hade hon en viktig roll för Sveriges ordförandeskap i Europeiska unionens råd då hon bland annat ledde rådet för allmänna frågor. På en pressträff den 8 juli 2024 presenterades Roswall som regeringens förslag till svensk EU-kommissionär för 2024–2029. Med anledning av detta lämnade Roswall regeringen den 10 september 2024 i samband med en regeringsombildning.

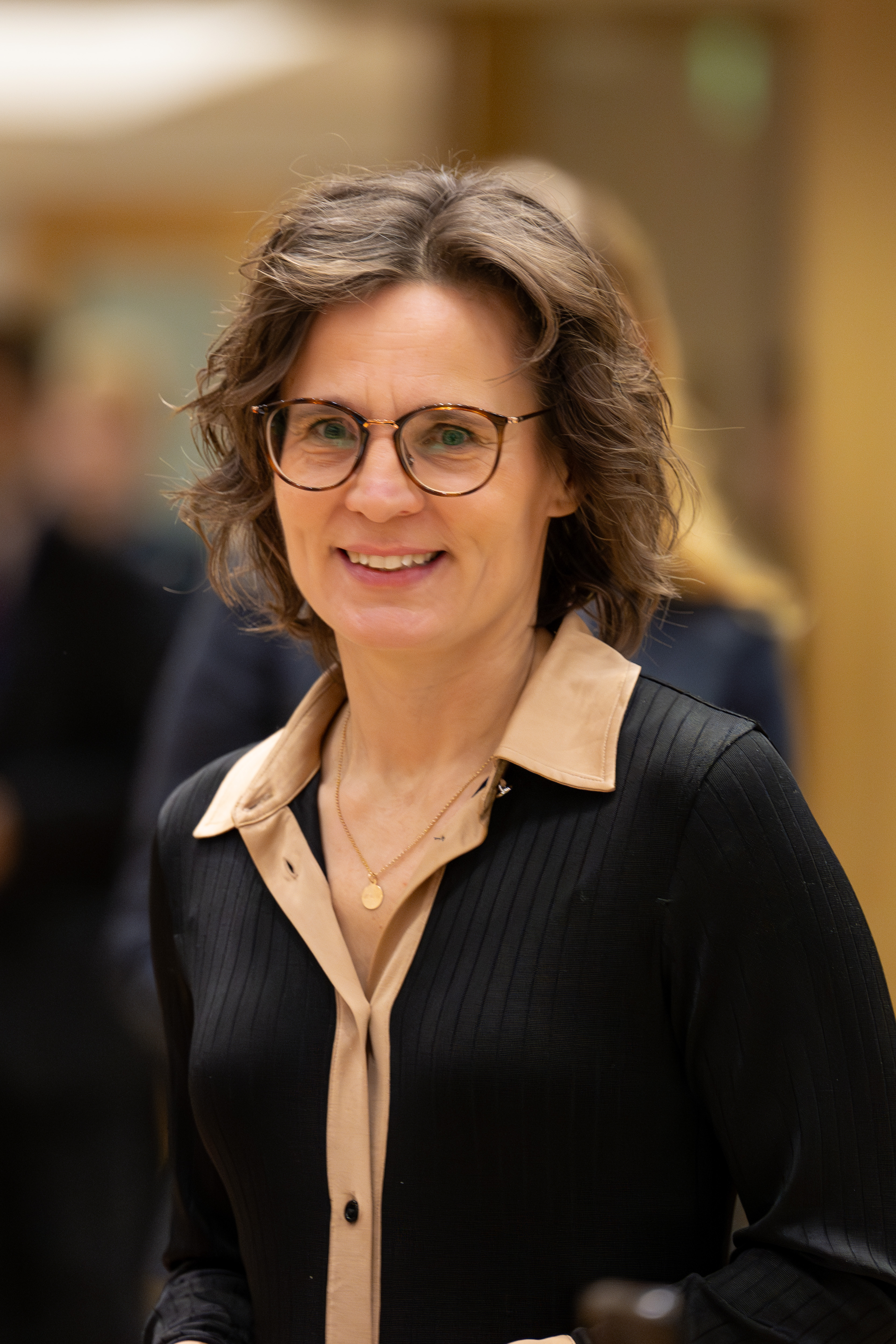
Jessika Roswall i mars 2024.